# Carlo Sironi
Pour les articles homonymes, voir Sironi.
Carlo Sironi est un réalisateur italien né à Rome en 1983.

## Biographie
Après quatre courts métrages, Carlo Sironi réalise son premier long métrage, Sole (sorti en 2019), « un film sur la pudeur de l'amour » selon le cinéaste.

## Filmographie

### Courts métrages
- 2008 : Sofia (présenté au Festival du film de Turin 2008)[3]
- 2012 : Cargo (présenté à la Biennale de Venise 2012)[4]
- 2012 : Il filo di Arianna
- 2016 : Valparaiso (primé au Concorto Film Festival 2017)[5]

## Long métrage
- 2019 : Sole